# 沈阳有轨电车1号线
沈阳有轨电车一号线是指中国辽宁省沈阳市的城市轨道交通系统中的一条有轨电车线路，线路主要路段位于沈阳市浑南区，全长18.8公里，于2012年开始建设，并于2013年10月8日起载客运营。。

## 线路走向
本线路起点为会展中心站，此站设置在苏家屯区会展路南侧的绿地之中；随后列车将沿创新路向东行驶，设置会展东站及电车公司站，并在电车公司站设置通往浑南新城车辆段的出入段线路；驶出电车公司站后，列车将下穿哈大高铁轨道，继续沿创新路行驶至沈营大街路口，在此段道路设置尚盈丽景站和东北大学站；东北大学站出站后，列车将转入沈营大街向北行驶，并先后设置沈阳南站（预留车站）、艺术中心、城建学院、黑牛财富和光明学校五个车站；驶出光明学校站后，列车将转入全运路向东行驶，直至沈本大街路口的新松智慧园站，列车在此处转入沈本大街向北行驶，并在下穿三环路之后先后沿金辉街和天坛南街继续向北行驶至浑南四路，最终到达位于浑南四路的兴隆大奥莱站。
列车在会展中心站为站前折返，固定使用该站南侧站台上客；而在兴隆大奥莱站将会在清客后继续向西前进至折返线位置进行站后折返，且有一条单向线路接驳至有轨电车5号线的奥体中心站，并与5号线轨道相连（该段接驳线路原计划供本线及2号线使用，后放弃作为载客使用，目前只供车务调动及5号线司乘人员休息用列车驶入，不提供载客服务）。
本线路所有列车曾在驶入兴隆大奥莱站之前，先在天坛南街近中国女人街东门位置进行停车降弓操作，再进入车站清客，但目前该操作改为根据实际情况进行操作。

## 车站
| 兴隆大奥莱 | █ 2号线 █ 9号线 | 沈阳市浑南区 | 2013年10月8日 | 岛式站台   | 左侧（往会展中心方向） 右侧（终到）   |
| 亿丰广场 | 不适用          | 沈阳市浑南区 | 2013年10月8日 | 岛式站台   | 左侧                                  |
| 银卡路 | █ 2号线         | 沈阳市浑南区 | 2013年10月8日 | 岛式站台   | 左侧                                  |
| 汇泉路 | 不适用          | 沈阳市浑南区 | 2013年10月8日 | 单侧式站台 | 左侧                                  |
| 新松机器人 | █ 2号线         | 沈阳市浑南区 | 2013年10月8日 | 岛式站台   | 左侧                                  |
| 白塔河路 | █ 2号线         | 沈阳市浑南区 | 2013年10月8日 | 单侧式站台 | 左侧                                  |
| 月星国际城 | 不适用          | 沈阳市浑南区 | 2013年10月8日 | 单侧式站台 | 左侧                                  |
| 消防总队 2 | 不适用          | 沈阳市浑南区 | 未启用        | 单侧式站台 | 左侧                                  |
| 恒大中央广场北 | 不适用          | 沈阳市浑南区 | 2013年10月8日 | 单侧式站台 | 左侧                                  |
| 恒大中央广场南 | █ 2号线         | 沈阳市浑南区 | 2014年7月12日 | 单侧式站台 | 左侧                                  |
| 国际软件园 |                 | 沈阳市浑南区 | 2013年10月8日 | 单侧式站台 | 左侧                                  |
| 新松智慧园 4 |                 | 沈阳市浑南区 | 2014年3月24日 | 单侧式站台 | 左侧                                  |
| 绿城全运村 | 2013年10月8日   | 沈阳市浑南区 |               | 单侧式站台 | 左侧                                  |
| 华茂中心 | 2013年10月8日   | 沈阳市浑南区 | █ 2号线       | 单侧式站台 | 左侧                                  |
| 沈阳创新天地 | 2013年10月8日   | 沈阳市浑南区 | █ 2号线       | 单侧式站台 | 左侧                                  |
| 尚盈丽城 | 2013年10月8日   | 沈阳市浑南区 | 不适用        | 单侧式站台 | 左侧                                  |
| 府城铭邸 | 2013年10月8日   | 沈阳市浑南区 | 不适用        | 单侧式站台 | 左侧                                  |
| 国际学校 | 2013年10月8日   | 沈阳市浑南区 | 不适用        | 单侧式站台 | 左侧                                  |
| 光明学校 | 2013年10月8日   | 沈阳市浑南区 | 不适用        | 单侧式站台 | 左侧                                  |
| 黑牛财富 | 2013年10月8日   | 沈阳市浑南区 | █ 4号线       | 单侧式站台 | 左侧                                  |
| 城建学院 | 2013年10月8日   | 沈阳市浑南区 | 不适用        | 单侧式站台 | 左侧                                  |
| 艺术中心 | 2013年10月8日   | 沈阳市浑南区 | 不适用        | 单侧式站台 | 左侧                                  |
| 沈阳南站 1 | 预留            | 沈阳市浑南区 | 不适用        | 单侧式站台 | 左侧                                  |
| 东北大学 4 | 2013年10月8日   | 沈阳市浑南区 | 不适用        | 单侧式站台 | 左侧                                  |
| 尚盈丽景 | 2013年10月8日   | 沈阳市浑南区 | █ 4号线       | 单侧式站台 | 左侧                                  |
| 电车公司 | 2013年10月8日   | 沈阳市浑南区 | 不适用        | 单侧式站台 | 左侧                                  |
| 会展东 3 | 2014年9月6日    | 沈阳市浑南区 | 不适用        | 单侧式站台 | 左侧                                  |
| 会展中心 3 | █ 10号线南延线  | 沈阳市浑南区 | 2013年10月8日 | 岛式站台   | 左侧（往兴隆大奥莱方向） 右侧（终到） |
| 注释 |                 |              |               |            |                                       |
| 1 该车站为预留车站，未启用，且与有轨电车4号线及6号线的同名车站不在同一位置。 2 消防总队站因附近施工和线路运营原因暂不停车。 3 会展东站及会展中心站实际位于苏家屯区范围，但线路范围属浑南区。 4 该车站有多个站台，且部分站台为其它线路所使用，乘车时请注意区分。 |                 |              |               |            |                                       |

## 车辆

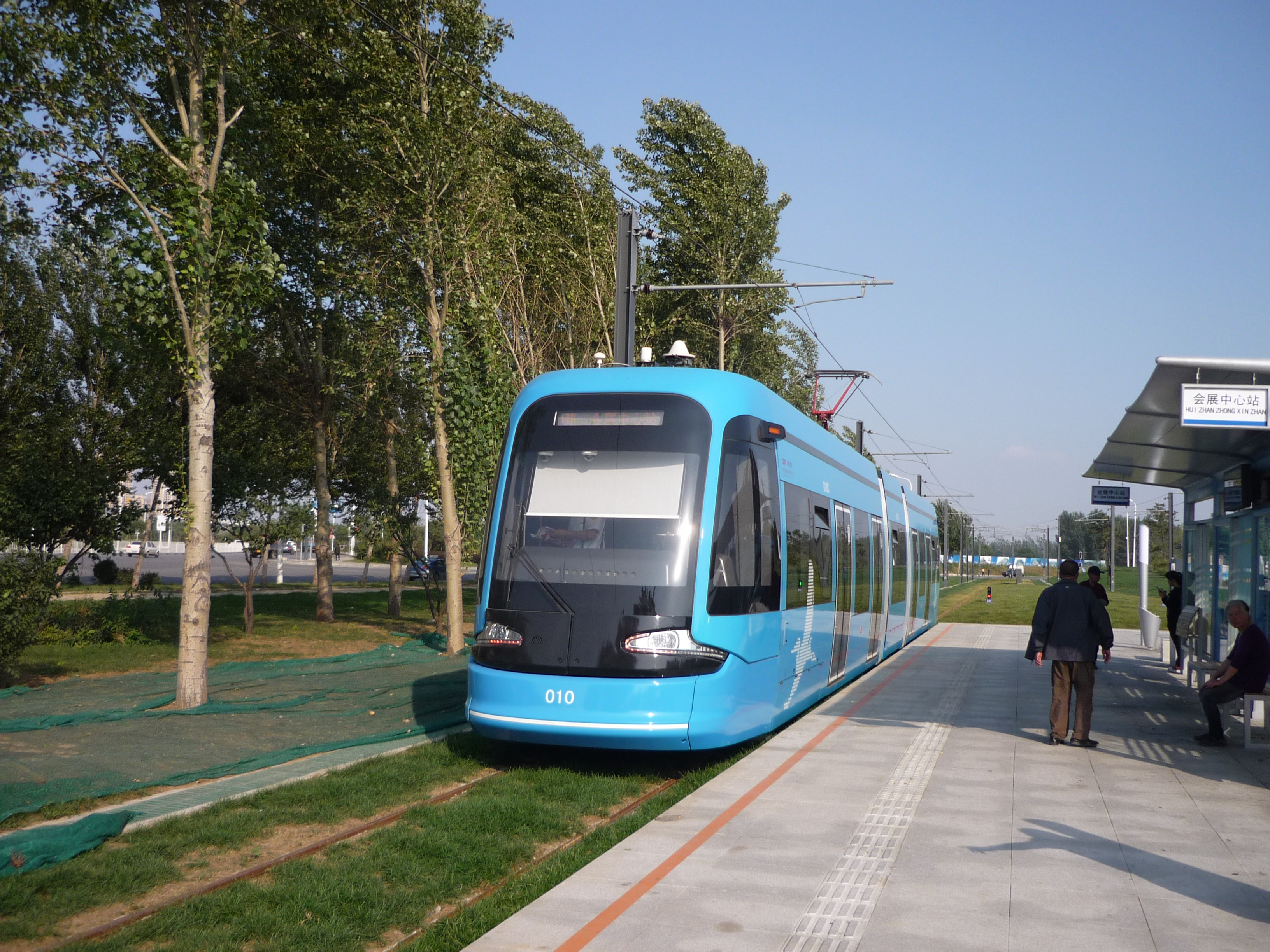
进入会展中心站，并提供本线服务的010号电车，该月台现由3号线使用

本线路和整个浑南有轨电车线网一样，采用接触网供电，前三批车辆均由中国北车长春轨道客车股份有限公司制造，每日派车不定，但主要以70%低地板3卡编组列车（编号001-020/030-060）为主，特殊情况下会调动100%低地板5卡编组列车（021-030）参与运营。

## 车辆段
本线路大多数时候由浑南新城车辆段派出车辆，直接由该车辆段接驳主线的渡线驶入本线服务。如遇车辆需要由沈抚新城车辆段调配或5号线列车需要前往浑南新城车辆段大修时，列车可从5号线奥体中心站至本线兴隆大奥莱站之间的联络线驶入本线路。

## 与其它线路的换乘
本线路在兴隆大奥莱——新松智慧园站区间段与有轨电车二号线共线运营并相互换乘；在华茂中心站及东北大学——会展中心站区间与有轨电车三号线及四号线换乘，并在东北大学——会展中心区间与三号线共线运营，也在东北大学——沈阳南站区间与四号线有部分共线区间。
为与有轨电车二号线区分，本线路开往会展中心方向的列车会在兴隆大奥莱——新松智慧园区间只使用车头一侧的车门上下客。

## 票价
2019年2月28日前，本线路跟随线网执行单一票价2元，不限里程和车站数量的票价体系。2019年3月1日至今，本线路实行分段计费票务制度，2元起价，4元封顶，即8公里以内2元，每8公里票价增加1元，直至4元封顶，换乘其它线路列车需要重新购票。乘客可使用现金、盛京通（仅限普通消费卡、关爱卡、夕阳红卡和爱心卡）和智慧电车APP扫码等三种方式乘车，但使用盛京通和APP时需要上下车各进行一次刷卡或扫码，否则将会记为不完整交易，收取线网最高票价4元。